# Jeanne de Paris
Pour plus de détails, voir Fiche technique et Distribution.
Jeanne de Paris (Joan of Paris) est un film américain réalisé par Robert Stevenson, sorti en 1942.

## Synopsis
Durant la Seconde Guerre mondiale, en 1941, un appareil de reconnaissance de la Royal Air Force, en mission au-dessus de la France, est abattu à proximité de Paris. Ses cinq occupants, traqués par les soldats de la Wehrmacht, parviennent à rejoindre la capitale. Parmi eux (outre « Baby » — grièvement blessé par un tir ennemi —, Robin, Splinter et Geoffrey), se trouve l'aviateur français Paul Lavallier qui a rallié en Angleterre les Forces françaises libres. Cherchant à contacter les services secrets britanniques opérant à Paris, il sollicite l'aide de son ancien professeur de latin, le père Antoine, prêtre à l'Église Saint-Julien, Place Jeanne d'Arc. En outre, pisté depuis le Café Langlars (face à l'église) par un agent de la Gestapo, Paul se réfugie dans l'appartement de Jeanne, jeune serveuse du café. D'abord réticente, elle accepte d'aller délivrer un message à Mademoiselle Rosay, une institutrice en contact avec les services secrets, en vue d'organiser un retour en Angleterre. Pendant que le plan d'évacuation des cinq aviateurs se met en place, Jeanne et Paul tombent amoureux l'un de l'autre. Mais l'étau se resserre, orchestré par le chef de la Gestapo, Herr Funk.

## Fiche technique
- Titre français : Jeanne de Paris
- Titre original : Joan of Paris
- Réalisateur : Robert Stevenson
- Second assistant-réalisateur (non crédité) : Robert Aldrich
- Scénario : Charles Bennett et Ellis St. Joseph, d'après une histoire de Jacques Théry (crédité Jacques Thery) et Georges Kessel
- Directeur de la photographie : Russell Metty
- Musique : Roy Webb
- Direction artistique : Albert S. D'Agostino et Carroll Clark
- Décors de plateau : Darrell Silvera
- Costumes : Edward Stevenson
- Montage : Sherman Todd
- Producteur : David Hempstead, pour la RKO Pictures
- Langue : anglais
- Genre : Drame / Film de guerre
- Format : Noir et blanc
- Durée : 91 minutes
- Dates de sortie :
  - États-Unis : 20 janvier 1942
  - France : 18 septembre 1946

## Distribution
- Michèle Morgan[1] (créditée Michele Morgan) : Jeanne
- Paul Henreid : Paul Lavallier
- Thomas Mitchell : le père Antoine
- Laird Cregar : Herr Funk
- May Robson[2] : Mlle Rosay
- Alexander Granach : l'agent de la Gestapo
- Alan Ladd : 'Baby'
- Jack Briggs : Robin
- James Monks : Splinter
- Richard Fraser : Geoffrey
- Paul Weigel : le concierge de l'école
- John Abbott : l'agent anglais

Et, parmi les acteurs non crédités :
- Hans Conried : le second agent de la Gestapo

## Distinction
- Nomination pour l'oscar de la meilleure partition d'un film dramatique ou d'une comédie en 1943